# Cimuncang (Garut Kota)
Cimuncang is een bestuurslaag in het regentschap Garut van de provincie West-Java, Indonesië. Cimuncang telt 8726 inwoners (volkstelling 2010).